# Jacqueline Evans

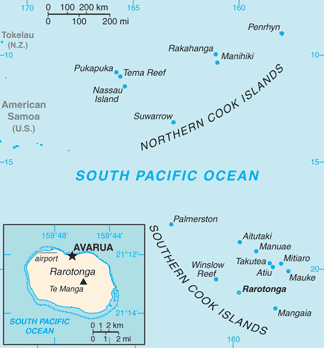
Les Îles Cook.

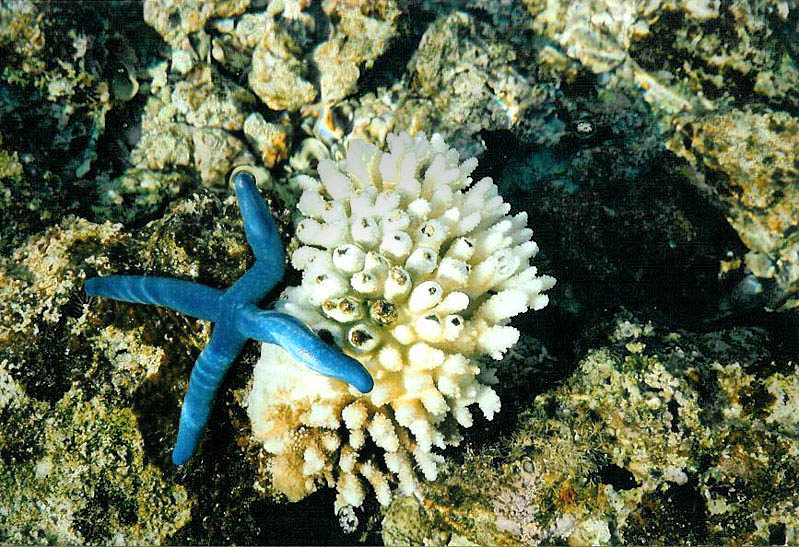
Récif des Îles Cook.

Jacqueline (Jacqui) Evans, née en 1970, est une défenseure néo-zélandaise de l'environnement marin des Îles Cook.
Ses actions pour protéger le milieu marin entourant les îles portent leurs fruits en juillet 2017 lorsque le gouvernement crée officiellement le parc marin Marae Moana. Le projet prévoit la gestion durable de 1,98 million de km2 de territoire océanique, y compris quinze zones d'exclusion hautement protégées couvrant 324 000 km2.
En reconnaissance de ses actions, Jacqui Evans est en avril 2019 l'une des six environnementalistes à recevoir le prix Goldman pour l'environnement,.

## Jeunesse et formation
Née au début des années 1970, Jacqueline Evans est la fille de de Roger Evans, originaire d'Angleterre, et de Mereana Henry, des Îles Cook. Elle grandit à Masterton, en Nouvelle-Zélande, avec ses six frères et sœurs aînés. À 15 ans, elle déménage aux Îles Cook avec ses parents. Ils s'installent à Tupapa sur l'île de Rarotonga où elle termine ses études au Tereora College,. À partir de 1993, elle fréquente l’université du Pacifique Sud à Fidji, où elle obtient une licence en études environnementales en 1995. Plus tard, elle obtient une maîtrise en géographie de l'université d'Hawaï à Manoa (2001-2004).

## Environnementaliste
L'intérêt de Jacqueline Evans pour la vie marine s'éveille à l'occasion des voyages scolaires qu'elle effectue à 16 ans dans le lagon. Lors d'une plongée en apnée, elle est frappée par la beauté des coraux et des poissons colorés. C'est alors qu'elle décide de se consacrer à la défense de l'environnement marin.
Jacqueline Evans commence sa vie professionnelle comme agent de surveillance des pêches, pour le Service de conservation des Îles Cook. En 2005, elle rejoint le ministère de la Santé où elle observe les effets des eaux usées sur le milieu maritime. Cinq ans plus tard, elle est nommée responsable de programme au sein de l'ONG environnementale Te Ipukarea Society ; elle assure la liaison avec les agences publiques pour la mise en place et le développement du parc marin. L'objectif est d'atteindre l'équilibre entre l'utilisation des ressources naturelles et les besoins de conservation,.
S'efforçant d'obtenir le soutien du public et des collectivités pour le parc marin, Jacqueline Evans voyage beaucoup à travers les îles avec des experts du gouvernement et des ONG, pour établir des relations de confiance avec les communautés locales. En collaboration avec un conseiller juridique, elle organise un concours pour le nom du parc ; le nom choisi est « Marae Moana » (Océan sacré). Elle bénéficie aussi de la collaboration de Kevin Iro, ancien rugbyman, et membre de l'office du tourisme.
Malgré de nombreuses difficultés, le gouvernement adopte le 13 juillet 2017 la loi Marae Moana portant sur la gestion durable du territoire océanique des Îles Cook. Jacqueline Evans assume la responsabilité du projet comme directrice du bureau de coordination de Marae Moana, et supervise sa mise en œuvre.
Jacqueline Evans reçoit en avril 2019 le Goldman Environmental Prize, en reconnaissance de ses actions pour la préservation de la biodiversité marine et la protection des traditions des Îles Cook.
L'année suivante, en janvier 2020, elle crée la Fondation Moana pour soutenir les ONG des Îles Cook.